# Olympische Jugend-Sommerspiele 2010/Teilnehmer (Oman)
| Gelbes Symbol für Goldmedaillen mit stilisierten Olympischen Ringen | Graues Symbol für Silbermedaillen mit stilisierten Olympischen Ringen | Braundes Symbol für Bronzemedaillen mit stilisierten Olympischen Ringen |
| ------------------------------------------------------------------- | --------------------------------------------------------------------- | ----------------------------------------------------------------------- |
| —                                                                   | —                                                                     | —                                                                       |

Die Jugend-Olympiamannschaft aus Oman für die I. Olympischen Jugend-Sommerspiele vom 14. bis 26. August 2010 in Singapur bestand aus zwei Athleten.

## Athleten nach Sportarten

### Leichtathletik
Mädchen
- Shinoona Salah al-Habsi
100 m: DNS (Finale)

### Reiten
- Sultan al-Tooqi
Springen Einzel: 27. Platz
Springen Mannschaft: Silber  (im Team Australasien)